# Ismael Díaz de León
Ismael Díaz de León (Ciudad de Panamá, Distrito de Panamá, Panamá; 12 de mayo de 1997) es un futbolista panameño. Juega como delantero y su equipo actual es el Club León de la Primera División de México.

## Trayectoria

### Tauro F. C.
Díaz se formó en las categorías inferiores e hizo su debut con el Tauro Fútbol Club el 2 de septiembre de 2012 en la victoria 1 a 0 contra el Alianza FC en el Estadio Luis Ernesto Cascarita Tapia en donde fue suplente y entró al minuto 60 por Manuel Asprilla, cuándo solo tenía 15 años y 2 meses. En la Liga de Campeones de la Concacaf 2012-13 jugó 2 partidos en donde quedaron eliminados en la fase de grupos quedándose en la última posición del grupo 2. En la LPF Apertura 2012 jugó 8 partidos en donde quedaron en la sexta posición quedándose a unos pasos de la clasificación a las semifinales. En la LPF Clausura 2013 estuvo en la banca en 1 partido en donde fueron eliminados en las semifinales en donde perdieron en un marcador global de 3 a 2 contra el Sporting San Miguelito en donde no estuvo convocado. Salió campeón de la  LPF Apertura 2013 en donde le ganaron la final 1 a 0 contra el San Francisco FC en el Estadio Rommel Fernández en donde fue suplente todo el partido, en dicho torneo jugó 2 partidos. En la LPF Clausura 2014 jugó 4 partidos en donde quedaron en la octava posición. En la Liga de Campeones de la Concacaf 2014-15 jugó 3 partidos en donde fueron eliminados en la fase de grupos en donde quedaron en la última posición del grupo 4. En la LPF Apertura 2014 jugó 4 partidos en donde fueron eliminados en las semifinales en donde perdieron 4 a 3 en los penales tras quedar un marcador global de 2 a 2 contra el Sporting San Miguelito en donde solo jugó en 1 partido. En la LPF Clausura 2015 jugó 8 partidos en donde quedaron en la octava posición.

### F. C. Porto
El 14 de agosto de 2015 se confirma el fichaje de Díaz por el Fútbol Club Oporto, por el momento el futbolista panameño jugará con el Fútbol Club Oporto B. El 22 de agosto de 2015 Díaz debuta con el FC Porto B en la victoria 2-1 ante el Clube Oriental de Lisboaen el Estádio Dr. Jorge Sampaio en donde fue titular y jugó hasta el minuto 73. El 20 de enero de 2016 logra debutar con el primer equipo drágon contra el Futebol Clube Famalicão, en un partido por la copa de la liga portuguesa ingresando al minuto 79 en reemplazo de André Silva en donde perdieron 1 a 0 y fueron eliminados en la fase de grupos. Salió campeón de la Liga Honra 2015-16 en donde jugó 36 partidos y anotó 13 goles. Salió campeón de la Premier League International Cup 2016-17 en donde le ganaron la final 5 a 0 contra el Sunderland AFC en el Stadium of Light. En la Liga Honra 2016-17 jugó 21 partidos y anotó 2 goles en donde quedaron en la duodécima posición. El 30 de junio de 2017 finalizó su contrato con el conjunto blanquiazul, el cual no fue renovado.

### R. C. D. Fabril
Luego de muchos rumores y expectativa en su ciudad natal el 22 de septiembre de 2017 fue anunciado como nuevo jugador del Real Club Deportivo Fabril sin embargo entrenara con el Deportivo La Coruña buscando un puesto para Cuando se libere la plaza de extranjero en el primer equipo. Debutó con el Fabril el 8 de octubre de 2017 en la victoria 1 a 0 contra el Real Valladolid Club de Fútbol "B" en la Ciudad Deportiva de Abegondo en donde fue suplente y entró al minuto 68 por Borja Galán. En la Segunda División B de España 2017-18 jugó 12 partidos y anotó 6 goles en donde fueron eliminados en los octavos de final de la ruta del ascenso de los no fueron campeones de grupos en donde quedaron empate  en un marcador global de 4 a 4 pero el rival paso por el gol de visita que fue el Extremadura UD en donde no estuvo en los partidos porque se había lesionado.

### Académico de Viseu F. C.
El 31 de agosto del 2019 tras recuperarse de su lesión fue anunciado como nuevo jugador de la Académico de Viseu FC de la Segunda División de Portugal. Debido a sus lesiones el club recindio su contrato el 13 de enero de 2020.

### Tauro F. C.
El 14 de enero de 2020 fue anunciado su regreso al Tauro FC. Jugó su primer tras su regreso al club el 25 de enero de 2020 en la victoria 2 a 1 contra el CD Árabe Unido en el Estadio Rommel Fernández en donde fue suplente y entró al minuto 46 por Ernesto Walker. En el Torneo Apertura 2020 solo jugó 3 partidos y anotó 1 gol porque el torneo se canceló por el COVID 19. En la Liga Concacaf 2020 jugó 1 partido en donde fueron eliminados en los octavos de final en donde perdieron 1 a 2 contra el Forge FC en el Estadio Rommel Fernández en donde fue suplente y entró al minuto 46 por Luis Yohan Asprilla. En el Torneo Clausura 2020 jugó 5 partidos y anotó 1 gol en donde fueron eliminados en las semifinales en un marcador global de 2 a 4 contra el San Francisco FC en donde jugó en los 2 partidos. En el Torneo Apertura 2021 jugó 16 partidos y anotó 5 goles en donde quedaron en la cuarta posición de la conferencia este quedándose a un paso de pasar a los playoff. Salió campeón con el club del Torneo Clausura 2021 en donde le ganaron la final ganaron la final 3 a 0 contra el Herrera FC en el Estadio Rommel Fernández en donde fue titular, anotó el segundo y el tercer gol del partido y jugó todo el encuentro, en dicho torneo jugó 18 partidos y fue el goleador del torneo con 10 goles y también el MVP del dicho torneo.

### C. D. Universidad Católica
Luego de una excelente campaña en Panamá con Tauro, el 6 de enero de 2022 fue anunciado su cesión al Club Deportivo de la Universidad Católica por un año con opción a compra. Debutó con el club el 19 de febrero de 2022 en la victoria 1 a 2 contra el Mushuc Runa SC en el Estadio Mushuc Runa en donde fue titular, anotó los 2 goles de la victoria uno al minuto 26 y el otro al minuto 53 y jugó todo el partido. En la Copa Libertadores 2022 jugó 4 partidos y anotó 3 goles en donde fueron eliminados en la fase 3 de la fase de clasificatoria en donde perdieron en un marcador global de 2 a 1 contra el The Strongest en donde jugó en los 2 partidos y anotó 2 goles en donde quedaron eliminados en la fase de grupos en donde quedaron en la tercera posición del grupo C. En la Copa Sudamericana 2022 jugó 6 partidos. En la Serie A de Ecuador 2022 jugó 26 partidos y anotó 13 goles en donde quedaron en la tercera posición Clasificado a la segunda fase clasificatoria de Copa Libertadores. Al final de la temporada fue uno de los jugadores más destacados del equipo y del torneo ecuatoriano, por tal motivo Universidad Católica hace oficial el uso de la opción de compra el 4 de noviembre de 2022, firmando un contrato hasta 2025. En la Copa Libertadores 2023 jugó 2 partidos y anotó 1 gol en donde fueron eliminados en la fase 2 de la fase preliminar en donde perdieron en un marcador global 2 a 1 contra el Millonarios FC en donde jugó en los partidos y anotó el único gol de la fase del equipo. El 15 de agosto de 2023 viajó a Arabia Saudita para hacer los examen médicos con el Al-Taawon FC para su fichaje con dicho club, el 16 de agosto de 2023 se dio a conocer que Díaz no paso los examen médicos y no se pudo concretas el fichaje. En la Serie A de Ecuador 2023 jugó 20 partidos y anotó 8 goles en donde quedaron en la séptima posición, clasificándose a la primera fase de Copa Sudamericana.

## Selección nacional

### Sub-17
El 13 de octubre de 2013 Díaz fue incluido en la lista preliminar del los jugadores qué jugaron con la Sub-17 de la FIFA en el Campeonato sub-17 2013 y el Mundial Sub-17 2013 realizada en los Emiratos Árabes Unidos. El 6 de abril de 2013 debuta en el Campeonato sub-17 en el empate 1-1  ante Jamaica. 
 Anotó su primer doblete al minuto 79 y al 88 con la Sub-17 el 13 de abril de 2013 en la victoria 4-2 ante Trinidad y Tobago El 17 de abril de 2013 anotó su tercer gol del torneo al minuto 37 en la victoria 2-1 ante Canadá. El 18 de octubre de 2013 debutó con la sub-17 como titular en el Mundial sub-17 ante Uzbekistán en la derrota 2-0. No logró anotar y tampoco lograron ganar un partido, en el cual quedaron eliminados en la Primera fase, Díaz fue titular en los 3 partidos del Grupo C.

### Sub-20
Fue subcampeón del Campeonato Sub-20 de la Concacaf de 2015 en donde perdieron la final 2 a 4 por penales tras quedar 1 a 1 en los tiempos extras contra México en el Montego Bay Sports Complex en donde fue titular, anotó su gol en la tandas de penal y jugó todo el partido, en dicho campeonato jugó 6 partidos y anotó 4 goles. El 3 de enero de 2015 Díaz fue incluido en la lista preliminar de la Sub-20 de la FIFA para disputar el Copa Mundial Sub-20 de 2015 realizada en Nueva Zelanda. El 30 de mayo de 2015 debutó con la Sub-20 en el empate 2-2 ante Argentina. La Selección panameña sub-20 no logró calificar a la segunda fase, ya qué quedó fuera con 1 punto en el Grupo B

### Selección absoluta
El 15 de agosto de 2014 Díaz fue convocado por el entrenador de la selección absoluta Darío Gómez para el partido amistoso ante Cuba. Díaz debutó con la selección panameña el 20 de agosto de 2014 a los 17 años en el partido amistoso ante Cuba, ese mismo partido anotó su primer gol al minuto 90'. En la Copa de Oro de la Concacaf 2017 jugó 3 partidos y anotó 1 gol en donde fueron eliminados en los cuartos de final en donde perdieron 1 a 0 contra Costa Rica en el Lincoln Financial Field en donde fue suplente en el partido. Fue convocado para Copa Mundial de 2018 y el 18 de junio de 2018 debuto en un copa del mundo en la derrota 3 a 0 contra Bélgica en el Estadio Olímpico de Sochi en donde fue suplente y entró al minuto 63 por José Luis Rodríguez Francis. Días después, en una sesión de entrenamiento, se lesionó y dio fin a su participación con la selección. En la Clasificación de Concacaf para la Copa Mundial de 2022 jugó 1 partidos en donde quedaron en la quinta posición en la octagonal final quedándose a un paso del repechaje. En la Liga de Naciones de la Concacaf 2022-23 jugó 6 partidos, anotó 1 gol y dio 1 asistencia en donde quedaron en el cuarto lugar tras perder 1 a 0 contra México en el Allegiant Stadium en donde fue titular y jugó hasta el minuto 83. Fue subcampeón de la Copa de Oro de la Concacaf 2023 en donde perdieron la final 1 a 0 contra México en el SoFi Stadium en donde fue titular y jugó todo el partido, en dicha copa jugó 6 partidos y anotó 4 goles. En la Liga de Naciones de la Concacaf 2023-24 jugó 8 partidos, anotó 1 gol y dio 1 asistencia en donde quedaron en el cuarto lugar tras perder 0 a 1 contra el Jamaica en el AT&T Stadium en donde fue suplente y entró al minuto 78 por José Luis Rodríguez Francis. En la Copa América 2024 jugó 1 partido en donde fueron eliminados en los cuartos de final en donde perdieron 5 a 0 contra Colombia en el State Farm Stadium en donde fue suplente y entró al minuto 85 por José Fajardo.

### Participaciones en selección nacional
| Copa                     | Categoría | Sede                    | Resultado        | Partidos | Goles |
| ------------------------ | --------- | ----------------------- | ---------------- | -------- | ----- |
| Campeonato Sub-17 2013   | Sub-17    | Panamá                  | Subcampeón       | 5        | 3     |
| Copa Mundial Sub-17 2013 | Sub-17    | EAU                     | Primera fase     | 3        | 0     |
| Campeonato Sub-20 2015   | Sub-20    | Jamaica                 | Subcampeón       | 3        | 4     |
| Copa Mundial Sub-20 2015 | Sub-20    | Nueva Zelanda           | Primera fase     | 3        | 0     |
| Copa Oro 2017            | Mayor     | Estados Unidos          | Cuartos de final | 1        | 0     |
| Copa Mundial 2018        | Mayor     | Rusia                   | Primera fase     | 1        | 0     |
| Liga de Naciones 2022-23 | Mayor     | Concacaf                | Cuarto lugar     | 5        | 0     |
| Copa Oro 2023            | Mayor     | Estados Unidos - Canadá | Subcampeón       | 6        | 4     |
| Liga de Naciones 2023-24 | Mayor     | Concacaf                | Cuarto lugar     | 8        | 1     |
| Copa América 2024        | Mayor     | Estados Unidos          | Cuartos de final | 1        | 0     |
| Liga de Naciones 2024-25 | Mayor     | Concacaf                | Subcampeón       | 2        | 0     |
| Copa Oro 2025            | Mayor     | Estados Unidos - Canadá | Cuartos de final | 4        | 6     |

### Goles internacionales
Marcadores y resultados.
| Goles internacionales | Goles internacionales    | Goles internacionales                | Goles internacionales | Goles internacionales       | Goles internacionales | Goles internacionales                          | Goles internacionales |
| Gol                   | Fecha                    | Sede                                 | Oponente              | Goles                       | Resultado             | Competición                                    |                       |
| --------------------- | ------------------------ | ------------------------------------ | --------------------- | --------------------------- | --------------------- | ---------------------------------------------- | --------------------- |
| 1.                    | 20 de agosto de 2014     | Rommel Fernández, Juan Díaz, Panamá  | Cuba                  | Anotado                     | 4-0                   | Amistoso                                       |                       |
| 2.                    | 12 de julio de 2017      | Raymond James, Tampa Bay, EE. UU.    | Nicaragua             | Anotado                     | 2-1                   | Copa Oro 2017                                  |                       |
| 3.                    | 2 de junio de 2022       | Rommel Fernández, Juan Díaz, Panamá  | Costa Rica            | Anotado                     | 2-0                   | Liga de Naciones 2022-23                       |                       |
| 4.                    | 27 de septiembre de 2022 | Nacional, Riffa, Baréin              | Baréin                | Anotado                     | 0-2                   | Amistoso                                       |                       |
| 5.                    | 11 de noviembre de 2022  | Jeque Zayed, Abu Dabi, EÁU           | Arabia Saudita        | Anotado                     | 1-1                   | Amistoso                                       |                       |
| 6.                    | 4 de julio de 2023       | Shell Energy, Houston, EE. UU.       | El Salvador           | Anotado                     | 2-2                   | Copa Oro 2023                                  |                       |
| 7.                    | 8 de julio de 2023       | AT&T Stadium, Arlington, EE. UU.     | Catar                 | Anotado · Anotado · Anotado | 4-0                   | Copa Oro 2023                                  |                       |
| 8.                    | 8 de julio de 2023       | AT&T Stadium, Arlington, EE. UU.     | Catar                 | Anotado · Anotado · Anotado | 4-0                   | Copa Oro 2023                                  |                       |
| 9.                    | 8 de julio de 2023       | AT&T Stadium, Arlington, EE. UU.     | Catar                 | Anotado · Anotado · Anotado | 4-0                   | Copa Oro 2023                                  |                       |
| 10.                   | 10 de junio de 2025      | Rommel Fernández, Juan Díaz, Panamá  | Nicaragua             | Anotado                     | 3-0                   | Clasificación de Concacaf para el Mundial 2026 |                       |
| 11.                   | 16 de junio de 2025      | DHS Park, Carson, EE. UU.            | Guadalupe             | Anotado · Anotado           | 5-2                   | Copa de Oro 2025                               |                       |
| 12.                   | 16 de junio de 2025      | DHS Park, Carson, EE. UU.            | Guadalupe             | Anotado · Anotado           | 5-2                   | Copa de Oro 2025                               |                       |
| 13.                   | 24 de junio de 2025      | Q2 Stadium, Austin, EE. UU.          | Jamaica               | Anotado · Anotado · Anotado | 4-1                   | Copa de Oro 2025                               |                       |
| 14.                   | 24 de junio de 2025      | Q2 Stadium, Austin, EE. UU.          | Jamaica               | Anotado · Anotado · Anotado | 4-1                   | Copa de Oro 2025                               |                       |
| 15.                   | 24 de junio de 2025      | Q2 Stadium, Austin, EE. UU.          | Jamaica               | Anotado · Anotado · Anotado | 4-1                   | Copa de Oro 2025                               |                       |
| 16.                   | 28 de junio de 2025      | State Farm Stadium, Arizona, EE. UU. | Honduras              | Anotado                     | 1-1 (4-5 p.)          | Copa de Oro 2025                               |                       |

## Clubes
| Club                     | País     | Año       |
| ------------------------ | -------- | --------- |
| Tauro F. C.              | Panamá   | 2012-2015 |
| F. C. Porto "B"          | Portugal | 2015-2017 |
| Deportivo Fabril         | España   | 2017-2018 |
| El Tanque Sisley         | Uruguay  | 2017-2019 |
| Académico de Viseu F. C. | Portugal | 2019      |
| Tauro F. C.              | Panamá   | 2020-2021 |
| Universidad Católica     | Ecuador  | 2022-2025 |
| Club León                | México   | 2025-act. |

### Estadísticas
Actualizado al último partido jugado el 12 de julio de 2025.
| Tauro F. C. · Panamá | 1.ª                 | 2012-13             | 8   | 1  | 0 | 0 | 2  | 0  | 10  | 1   | 0,10 |
| Tauro F. C. · Panamá | 1.ª                 | 2013-14             | 6   | 0  | 0 | 0 | 0  | 0  | 6   | 0   | 0,00 |
| Tauro F. C. · Panamá | 1.ª                 | 2015                | 13  | 2  | 0 | 0 | 3  | 0  | 16  | 2   | 0,12 |
| Tauro F. C. · Panamá | 1.ª                 | 2020-II             | 8   | 2  | 0 | 0 | 1  | 0  | 9   | 2   | 0,22 |
| Tauro F. C. · Panamá | 1.ª                 | 2021                | 34  | 15 | 0 | 0 | 0  | 0  | 34  | 15  | 0,44 |
| Tauro F. C. · Panamá | Total               | Total               | 69  | 20 | 0 | 0 | 6  | 0  | 75  | 20  | 0,26 |
| F. C. Oporto "B" Portugal | 2.ª                 | 2015-16             | 36  | 13 | 1 | 0 | 0  | 0  | 37  | 13  | 0,35 |
| F. C. Oporto "B" Portugal | 2.ª                 | 2016-17             | 22  | 2  | 0 | 0 | 8  | 3  | 30  | 5   | 0,16 |
| F. C. Oporto "B" Portugal | Total               | Total               | 58  | 15 | 1 | 0 | 8  | 3  | 67  | 18  | 0,26 |
| Deportivo Fabril · España | 3.ª                 | 2017-18             | 12  | 6  | 0 | 0 | 0  | 0  | 12  | 6   | 0,50 |
| Deportivo Fabril · España | Total               | Total               | 12  | 6  | 0 | 0 | 0  | 0  | 12  | 6   | 0,50 |
| Académico de Viseu Portugal | 2.ª                 | 2019-20             | 0   | 0  | 0 | 0 | 0  | 0  | 0   | 0   | 0,00 |
| Académico de Viseu Portugal | Total               | Total               | 0   | 0  | 0 | 0 | 0  | 0  | 0   | 0   | 0,00 |
| Universidad Católica · Ecuador | 1.ª                 | 2022                | 26  | 13 | 0 | 0 | 10 | 5  | 36  | 18  | 0.5  |
| Universidad Católica · Ecuador | 1.ª                 | 2023                | 20  | 8  | 0 | 0 | 2  | 1  | 22  | 9   | 0.41 |
| Universidad Católica · Ecuador | 1.ª                 | 2024                | 24  | 10 | 3 | 1 | 7  | 5  | 34  | 16  | 0.47 |
| Universidad Católica · Ecuador | 1.ª                 | 2025                | 16  | 7  | 0 | 0 | 7  | 6  | 23  | 13  | 0.57 |
| Universidad Católica · Ecuador | Total               | Total               | 86  | 38 | 3 | 1 | 26 | 17 | 115 | 56  | 0.49 |
| Total en su carrera | Total en su carrera | Total en su carrera | 225 | 79 | 4 | 1 | 40 | 20 | 269 | 100 | 0.37 |
| (1) Incluye datos de la Primera División de Panamá, Segunda División de Portugal, Segunda División B y la Serie A de Ecuador (2) Incluye datos de la Premier League International Cup y la Copa Ecuador. (3) Incluye datos de la Copa Libertadores de América, Copa Sudamericana, Liga de Campeones de la Concacaf y de la Liga Concacaf |                     |                     |     |    |   |   |    |    |     |     |      |

### Hat-tricks
| 1 | 8 de julio de 2023  | AT&T Stadium, Arlington | Panamá - Catar   |  | 4 - 0 | Copa de Oro 2023 |
| 2 | 24 de junio de 2025 | Q2 Stadium, Austin      | Panamá - Jamaica |  | 4 - 1 | Copa de Oro 2025 |

## Palmarés

### Títulos nacionales
| Título           | Club            | País     | Año     |
| ---------------- | --------------- | -------- | ------- |
| Primera División | Tauro F. C.     | Panamá   | 2013-A  |
| Liga de Honra    | F. C. Porto (B) | Portugal | 2015-16 |
| Primera División | Tauro F. C.     | Panamá   | 2021-C  |

### Títulos internacionales
| Título                           | Club            | País     | Año  |
| -------------------------------- | --------------- | -------- | ---- |
| Premier League International Cup | F. C. Porto (B) | Portugal | 2017 |

### Distinciones individuales
| Distinción                                     | Año  |
| ---------------------------------------------- | ---- |
| Máximo goleador del Torneo Clausura (10 goles) | 2021 |
| MVP del Torneo Clausura                        | 2021 |
| 11 ideal de la Serie A de Ecuador              | 2022 |
| Máximo goleador de la Copa Oro (6 goles)       | 2025 |